# Ardengo Soffici
Ardengo Soffici (n. en Rignano sull'Arno, el 7 de abril de 1879 - Forte dei Marmi, f. el 12 de agosto de 1964) fue un escritor y pintor italiano.

## Biografía
Soffici era miembro de una familia de agricultores que en la primavera de 1893 se trasladó a Florencia por problemas económicos, sin que ello les permitiera evitar la ruina. Soffici entonces tuvo que interrumpir sus estudios, enfocados hacia el arte y sólo indirectamente hacia la literatura, para comenzar a trabajar en el despacho de un abogado florentino. No obstante, entabló relación con un grupo de artistas jóvenes que se movían en torno a la Academia de Bellas Artes de la ciudad y a la Escuela del Desnudo de Giovanni Fattori y Telemaco Signorini.
Tras la muerte de su padre se trasladó a París, en donde comenzó a trabajar como ilustrador, un empleo mal pagado que le hace llevar una vida de estrecheces. Allí conoce a Giovanni Vailati, Mario Calderoni y Giovanni Papini con el que mantendrá una estrecha amistad cuando regresen a Italia.
En este período parisino, Soffici se relacionó también con Guillaume Apollinaire, Pablo Picasso y Max Jacob, frecuentó el Bateau-Lavoir, se formó como escritor y publicó numerosos artículos en las revistas "La pluma" y "La Europa artista".
De regreso en Italia, gracias a su amistad con Papini, comenzó a publicar críticas de arte en la revista La Voce, fundada por éste en 1908.
Participa entonces activamente en la polémicas intelectuales de la época sobre el idealismo, el materialismo, el espiritualismo, el romanticismo, el futurismo, el clasicismo y el modernismo.
Durante otra estancia en París, conoce la obra de Arthur Rimbaud, poeta entonces casi desconocido en Italia.
En 1911, de nuevo en Italia, visita una exposición futurista en Milán que le produce, según explica en un artículo, una decepción soberbia. La reacción de los futuristas fue violenta. Marinetti, Boccioni y Carrà, agredieron a Soffici, que quiso tomar venganza junto a sus amigos.
Más tarde, se reconciliaría con los futuristas.
En 1913 Soffici funda la revista Lacerba gracias a las encuentros con otros artistas en el más importante cafe' literario de Italia, el Giubbe Rosse. De este período son sus obras más significativas y también las más polémicas.
Cuando estalla la guerra, que Soffici ha defendido con fuerza como reacción contra la Kultur germánica, a la que considera una amenaza mortal para la humanidad, el escritor se enrola voluntario, participa en varios combates, resulta herido y se le concede una condecoración.
De esta experiencia surge un Diario de combate (1918) y de la experiencia siguiente, como oficial adscrito a la sección de propaganda del Ejército en 1917, La retirada de Friuli, que publicará en 1919.
Terminada la guerra, Soffici colabora en "El pueblo de Italia", el "Corriere della sera" y "Galleria".
Con el paso del tiempo, se va manifestando un cambio en Soffici. El hombre que había dado a conocer en Florencia a Cézanne, el cubismo, Apollinaire, y que había expresado su entusiasmo por Rimbaud, se pliega en un estilo decoroso y clásico y se adhiere a la política fascista.

## Obra
Los primeros escritos publicados de Soffici son los Vagabundeos líricos aparecidos entre 1904 y 1906 en "La Pluma" y "Europa artista".
Bajo el pseudónimo Stefan Cloud publicó varias críticas, pero la primera obra literaria de Soffici es el Ignoto toscano 1907 surgida de una serie de reflexiones vitales y religiosas.
En 1908 publica el Ensayo sobre Cézanne y la traducción de una selección de cuentos de Antón Chejov. También tradujo a Kierkegaard.
En 1911 aparece la monografía sobre Arthur Rimbaud.
En 1914 sale El arlequín, una recopilación de prosas.
De 1916 es Bïf§zf+18 Simultaneidad y química lírica de título y contenido fuertemente futurista
De 1920 son los libros sobre la guerra Error de coincidencia, Kobilek y La retirada del Friuli escritos en forma de diarios autobiográficos.
En 1947 reedita el Itinerario inglés, también autobiográfico, pero más enfocado a los aspectos artísticos, que había aparecido e 1928 en la "Gazzetta del Popolo".
En la postguerra, en 1949-1950, Ardengo Soffici se dedica al proyecto de la colección Verzocchi].
Para concluir, hay que recordar las numerosas obras de crítica de arte publicadas hasta los años 50.

### Pintura
- Uno de sus cuadros más conocidos es el óleo Botella blanca y manzana (1919).